# Smyrnium rotundifolium
Smyrnium rotundifolium är en flockblommig växtart som beskrevs av Philip Miller. Smyrnium rotundifolium ingår i släktet vinglokor, och familjen flockblommiga växter. Inga underarter finns listade i Catalogue of Life.